# Операция «Биела»
Операция «Биела» (сербохорв. Operacija Bijela/Операција «Бијела») — локальная наступательная операция вооружённых сил НГХ во время Второй мировой войны, состоявшаяся 10 октября 1942 с целью уничтожения партизан на территории Славонии. Закончилась неудачей.

## Ход операции

### Расстановка сил
После завершения наступления на Било-Горе, немецкие и хорватские коллаборационистские войска из Дарувара и Било-Горы сразу приступили к операции под кодовым названием «Биела» на направлении сёл Пакрани — Биела против партизанских сил в районе Горни-Борки — Заиле. В акции задействовалось около 2500 человек: 3 батальона из домобранской 4-й горнопехотной бригады, батальон фольксдойче из Бьеловара, две роты Которского батальона из Копривницы, восемь танков и четыре самолёта. К этому времени находившиеся в районе операции 1-й и 2-й Cлавонские партизанские отряды были собраны вместе с целью формирования из их подразделений 1-й Славонской бригады.

### Боевые действия
Бой с противником, наступавшим из Дарувара, приняли подразделения 1-го Славонского партизанского отряда, Краинской пролетарской роты и новосформированного батальона 1-й Славонской бригады. Особенно ожесточённая борьба велась в сёлах Пакрани, Биела, Скупидуша и Растик. В контратаках отличилась Краинская пролетарская рота — её бойцы подбили неприятельский танк. В результате упорного сопротивления партизан, наступление домобран и немцев было остановлено к 12 часам 10 октября на линии: Густи-Растик (высота 418) — Скупидуша (высота 413) — село Биела. Ввиду невозможности дальнейшего продвижения, домобраны отступили в направлении села Марковац и города Дарувара.
Поскольку 1-й батальон новой бригады был сформирован одним из первых, то с учётом неясной ситуации на направлении Биела — Борки он был отправлен во второй половине 10 октября на Било-Гору через высоту Врани-Камен (Папук). Около 16 часов 2-я рота 1-го батальона, которой командовал Йово Аджия, поднялась на Врани-Камен (высота 830) и перехватила колонну 2-го батальона 4-й горнопехотной бригады (командир сотник Таборшак), которая двигалась по направлению к Пагани-Врх (высота 639). В скоротечном и ожесточённом бою отделение партизан под командованием Милутина Вуковича сумело захватить 65-мм горную пушку с 36 снарядами. Так как это было первое артиллерийское орудие, захваченное в Славонии, событию радовались и партизаны и население на освобождённой территории.
Прибыв на Било-Гору, 1-й батальон 1-й Славонской бригады стал очевидцем тяжёлых последствий неприятельского наступления. Местность была опустошена. Усташи немилосердно покарали гражданское население по подозрению в помощи партизанам. Было убито около 500 человек, в том числе женщин и детей. Ещё около 3 тысяч были отправлены в концлагерь Ясеновац. Пострадали пять сёл с сербским населением: Тополовица, Црмошняк, Мали-Грчевац, Мала и Велика-Ператовица, Мала и Велика-Дапчевица.